# Маріанела Кесада
Маріанела Кесада (ісп. Marianela Quesada, 17 квітня 1988) — коста-риканська плавчиня.
Учасниця Олімпійських Ігор 2008 року.